# زبانگتسه
زبانگتسه (به لهستانی:  Dzbańce) یک روستا در لهستان است که در گمینا برانگتسه واقع شده‌است. زبانگتسه ۵۱ نفر جمعیت دارد.